# Indexmenge (Mathematik)
In der Mathematik bezeichnet Index (Plural: Indizes) ein Element einer Indexmenge, das zur Nummerierung unterschiedlichster Objekte herangezogen wird. Oftmals wird als Indexmenge die Menge der natürlichen Zahlen verwendet.
In den Anfängen der Mathematik der Neuzeit wurde auch ein Funktionswert – {\displaystyle f(x)} in moderner Schreibweise – mittels tiefgestelltem Index {\displaystyle x} als {\displaystyle f_{x}} bezeichnet. Die Notation {\displaystyle a_{i}} für die Glieder einer Folge (als Funktion über natürlichen Zahlen) kann als Überbleibsel dieser älteren Schreibweise angesehen werden. Je nach Bedarf können, trotz Verwechslungsgefahr mit der Potenzrechnung, auch hochgestellte Indizes {\displaystyle a^{i}} vorkommen.

## Index
Ein Index ist ein Unterscheidungszeichen, das oben oder unten, rechts oder links an ein Zeichen angeheftet wird.
In der Mathematik steht das Zeichen, an das der Index angeheftet wird, für ein mathematisches Objekt und der Index selbst wird bevorzugt rechts unten an dieses Zeichen notiert. Je nach mathematischem Fachbereich und Fragestellung ist aber auch jede andere Position des Index denkbar.

## Beispiele
- Die Summe aller natürlichen Zahlen von 1 bis {\displaystyle n} wird durch die Gleichung {\displaystyle \textstyle \sum _{i=1}^{n}i={\frac {n^{2}+n}{2}}} beschrieben. Hier ist die Variable {\displaystyle i} ein Summationsindex, in den der Reihe nach die natürlichen Zahlen 1, 2, 3, …, {\displaystyle n} eingesetzt werden, der also in einer diskreten Menge von Zahlen, der Indexmenge, variiert.

- Der Wert {\displaystyle Z} einer ⁣⁣Dezimalzahl ergibt sich durch Summierung ihrer Ziffern, welche vorher jeweils mit ihrem Stellenwert multipliziert werden.

{\displaystyle Z=\sum _{i=-n}^{m}z_{i}\cdot 10^{i}},
Beispiel:   {\displaystyle 703{,}48=7\cdot 10^{2}+0\cdot 10^{1}+3\cdot 10^{0}+4\cdot 10^{-1}+8\cdot 10^{-2}}.
- Bei Funktionenscharen werden Scharparameter meist als Index notiert, während die „normalen“ Argumente in die Klammern hinter den Funktionsnamen geschrieben werden – z. B. {\displaystyle f_{t}(x).}

- Bei einer Matrix werden ihre Komponenten, also die einzelnen Werte in der Matrix, häufig indiziert. Die Komponentendarstellung einer {\displaystyle 3\times 3}-Matrix {\displaystyle A} lautet beispielsweise

{\displaystyle A={\begin{pmatrix}a_{11}&a_{12}&a_{13}\\a_{21}&a_{22}&a_{23}\\a_{31}&a_{32}&a_{33}\end{pmatrix}}\,.}
Dabei trägt jede Komponente {\displaystyle a_{ij}} genau zwei Indizes. Der erste Index gibt an, in welcher Zeile, und der zweite, in welcher Spalte der Matrix die Komponente steht. Sobald nicht beide Indizes aus nur einem Symbol bestehen, setzten viele Autoren ein Komma zwischen sie: {\displaystyle a_{m+1,n+1}}.
- In der Physik, speziell in den Tensordarstellungen der Physik, werden doppelte Indizes zur verkürzten Notation von Summen verwendet. Diese Konvention heißt einsteinsche Summenkonvention.

- Bei stochastischen Prozessen und Zeitreihen wird der Zeitparameter häufig als Index geschrieben.

- Im mathematischen Teilgebiet der Differentialgeometrie werden die Schnitte eines Vektorbündels oft in Indexschreibweise bezeichnet, um die Funktionsschreibweise für algebraische Operationen zwischen Fasern verschiedener Bündel über demselben Punkt frei zu haben.

- In der Funktionentheorie mehrerer Veränderlicher bezeichnet {\displaystyle {}_{n}{\mathcal {O}}} den Ring der um 0 konvergenten Potenzreihen in {\displaystyle n} Unbestimmten. Der Grund für die Schreibung des Index unten-links ist, dass die Position unten-rechts für Teilmengen {\displaystyle K\subset \mathbb {C} ^{n}} reserviert ist, in deren Umgebung Funktionen holomorph sein sollen. Man schreibt dann {\displaystyle {}_{n}{\mathcal {O}}_{K}}, so dass man einen linken und einen rechten Index hat. Demnach ist {\displaystyle {}_{n}{\mathcal {O}}={}_{n}{\mathcal {O}}_{\{0\}}}.

- In der homologischen Algebra verwendet man bei Konstruktionen aus Kettenkomplexen untenstehende Indizes, für die entsprechenden Konstruktionen aus Kokettenkomplexen verwendet man obenstehende Indizes. Daher bezeichnet man Homologiegruppen mit {\displaystyle H_{n}} und Kohomologiegruppen mit {\displaystyle H^{n}}.

## Indexmenge

### Definition
Eine Menge, deren Elemente Elemente einer anderen Menge durchindizieren, wird Indexmenge genannt.

### Anmerkung
Eine Indexmenge ist also keine besondere Menge, sondern es kommt vielmehr darauf an, dass man die Elemente der Menge dazu verwendet, andere Objekte zu indizieren. In vielen Fällen wird dazu die Menge der natürlichen Zahlen verwendet. Jedoch kann jede Menge, ob mit endlich, abzählbar oder überabzählbar vielen Elementen, als Indexmenge eingesetzt werden und fasst dann mathematische Objekte {\displaystyle A_{\bullet }} zu einer Familie {\displaystyle (A_{\lambda })_{\lambda \in \Lambda }} zusammen (hier ist {\displaystyle \Lambda } die Indexmenge). Verwendet man als Indexmenge die natürlichen Zahlen, so spricht man anstatt von einer Familie von einer Folge. Der Begriff Folge wird auch für Familien verwendet, die mit Ordinalzahlen indiziert werden.

## Auswahlfunktion
In der Mathematik kann der Index mittels der Auswahlfunktion formal als Abbildung von der Indexmenge in die Menge der indizierten Objekte definiert werden.

### Definition
Sind {\displaystyle X_{1},\ldots ,X_{n}} beliebige Mengen, so kann man das n-Tupel
{\displaystyle x=(x_{1},\ldots ,x_{n})} mit {\displaystyle x_{1}\in X_{1},\ldots ,x_{n}\in X_{n}}
als Abbildung
{\displaystyle x\colon \,\{1,\ldots ,n\}\rightarrow X_{1}\cup \ldots \cup X_{n},\,i\mapsto x(i)=:x_{i}\in X_{i}},
auffassen. Man nennt {\displaystyle x} Auswahlfunktion.

### Auswahlaxiom
Möchte man sich nicht auf endlich viele Mengen {\displaystyle X_{i}} beschränken, sondern unendlich (insbesondere überabzählbare) viele betrachten, dann ist die Existenz der soeben definierten Auswahlfunktion nicht klar. Das heißt, es ist bei unendlich großen Indexmengen nicht immer möglich, eine konkrete Darstellung für die Auswahlfunktion zu finden und damit die Existenz dieser zu zeigen. Dass eine solche Auswahlfunktion doch existiert, wird durch das Auswahlaxiom sichergestellt. Jedoch sagt das Axiom nichts über die konkrete Darstellung der Auswahlfunktion.